# 73-й Венецианский кинофестиваль
73-й ежегодный Венецианский международный кинофестиваль проводился с 31 августа по 10 сентября 2016 года. Жюри основного конкурса возглавил английский режиссёр Сэм Мендес. Американская лента «Ла-Ла Ленд» Дэмьена Шазелла была выбрана фильмом открытия.

## Ход фестиваля
24 июня 2016 года был обнародован постер 73-го Венецианского кинофестиваля под названием «Момент ожидания». По словам режиссёра и художника Симона Месси, постер символизирует наиболее интригующий момент в кинематографе — миг ожидания перед тем, как на экране появятся первые кадры фильма.

## Жюри

### Основной конкурс
- Сэм Мендес — режиссёр (председатель жюри)
- Лори Андерсон — певица и режиссёр
- Джемма Артертон — актриса
- Джанкарло Де Катальдо[итал.] — писатель и сценарист
- Нина Хосс — актриса
- Кьяра Мастроянни — актриса
- Джошуа Оппенхаймер — писатель и кинорежиссёр
- Лоренсо Вигас — режиссёр
- Чжао Вэй — актриса и певица

### Секция «Горизонты»
- Робер Гедигян — режиссёр, сценарист и продюсер (председатель)
- Джим Хоберман — кинокритик
- Нелли Карим[итал.] — актриса, модель, балерина
- Валентина Лодовини — актриса
- Кема Прадо — кинокритик и историк кино
- Мун Со Ри[англ.] — актриса
- Чайтная Тамхане[англ.] — писатель и режиссёр

### Премия Луиджи Де Лаурентиса
- Ким Росси Стюарт — актёр (председатель)
- Роза Бош — продюсер
- Брэди Корбет — актёр и режиссёр
- Пилар Лопес де Айала — актриса
- Серж Тубиана[фр.] — кинокритик

## Конкурсная программа
| Лауреат «Золотого льва» выделен отдельным цветом. |

| Лауреат гран-при жюри выделен отдельным цветом. |

### Основной конкурс
| Название                   | Оригинальное название      | Режиссёр                            | Страна                                  |
| -------------------------- | -------------------------- | ----------------------------------- | --------------------------------------- |
| Ла-Ла Ленд                 | La La Land                 | Дэмьен Шазелл                       | США                                     |
| Перо                       | Piuma                      | Роан Джонсон                        | Италия                                  |
| Прибытие                   | Arrival                    | Дени Вильнёв                        | США                                     |
| Плохая партия              | The Bad Batch              | Ана Лили Амирпур                    | США                                     |
| Прекрасные дни в Аранхуэсе | Les Beaux Jours d’Aranjuez | Вим Вендерс                         | Германия · Франция                      |
| Рай                        | Рай                        | Андрей Кончаловский                 | Россия · Германия                       |
| Жизнь                      | Une vie                    | Стефан Бризе                        | Франция                                 |
| Преисподняя                | Brimstone                  | Мартин Кулховен                     | Франция · Нидерланды                    |
| Почётный гражданин         | El ciudadano ilustre       | Гастон Дюпра и Мариано Кон          | Аргентина · Испания                     |
| Слепой Христос             | El Cristo ciego            | Кристофер Мюррей                    | Франция · Чили                          |
| Франц                      | Frantz                     | Франсуа Озон                        | Франция · Германия                      |
| Джеки                      | Jackie                     | Пабло Ларраин                       | Чили · США                              |
| Свет в океане              | The Light Between Oceans   | Дерек Сиенфрэнс                     | Австралия · США · Новая Зеландия        |
| Под покровом ночи          | Nocturnal Animals          | Том Форд                            | США                                     |
| По Млечному Пути           | Lungo la Via Lattea        | Эмир Кустурица                      | Мексика · Сербия · Великобритания · США |
| Эти дни                    | Questi giorni              | Джузеппе Пиччиони                   | Италия                                  |
| Удивительная спираль       | Spira Mirabilis            | Мартина Паренти и Массимо Д’Анольфи | Италия                                  |
| Дикая местность            | La Region Salvaje          | Амат Эскаланте                      | Дания · Мексика                         |
| Путешествие времени        | Voyage of Time             | Терренс Малик                       | США                                     |
| Женщина, которая ушла      | Ang Babaeng Humayo         | Лав Диас                            | Филиппины                               |

### Программа «Горизонты»
| Название                     | Оригинальное название     | Режиссёр                              | Страна                           |
| ---------------------------- | ------------------------- | ------------------------------------- | -------------------------------- |
| Большой большой мир          | Koca Dünya                | Реха Эрдем                            | Турция                           |
| Синяя Борода                 | Kékszakállú               | Гастон Солницкий                      | Аргентина                        |
| Мальчики на деревьях         | Boys in the Trees         | Николас Версо                         | Австралия                        |
| Тёмная ночь                  | Dark Night                | Тим Саттон                            | США                              |
| Доусон-сити: Застывшее время | Dawson City: Frozen Time  | Билл Моррисон                         | США · Франция                    |
| Величайшая мечта             | Il più grande sogno       | Мишель Вануччи                        | Италия                           |
| Гукороку: Следы греха        | Gukoroku                  | Кеи Исикава                           | Япония                           |
| Чинить живых                 | Réparer les vivants       | Катель Килевере                       | Бельгия · Франция                |
| Затворник                    | Die Einsiedler            | Ронни Трокер                          | Австрия · Германия               |
| Дом                          | Home                      | Фин Трох                              | Бельгия                          |
| Король бельгийцев            | King of the Belgians      | Петер Бросенс и Джессика Хоуп Вудворт | Бельгия · Болгария · Нидерланды  |
| Горькие деньги               | Ku Qian                   | Ван Бин                               | Гонконг                          |
| Малярия                      | مالاریا                   | Парвиз Шахбази                        | Иран                             |
| Проклятый путин              | Maudite Poutine           | Карл Лемьё                            | Канада                           |
| Отпустите меня               | Liberami                  | Федерика Ди Джакомо                   | Франция · Италия                 |
| Святой Георгий               | São Jorge                 | Марко Мартинс                         | Франция · Португалия             |
| Терпеливый                   | The Fury of a Patient Man | Рауль Аревало                         | Испания                          |
| Сквозь стену                 | Laavor Et Hakir           | Рама Бурштейн                         | Израиль                          |
| Белое солнце                 | Seto Surya                | Дипак Раюньяр                         | Непал · Нидерланды · США · Катар |

## Внеконкурсные показы
| Название                | Оригинальное название            | Режиссёр                                                   | Страна                           |
| ----------------------- | -------------------------------- | ---------------------------------------------------------- | -------------------------------- |
| Ещё раз от всего сердца | One More Time With Feeling       | Эндрю Доминик                                              | Великобритания                   |
| Истекающий кровью       | The Bleeder                      | Филипп Фалардо                                             | США · Канада                     |
| Великолепная семёрка    | The Magnificent Seven            | Антуан Фукуа                                               | США                              |
| По соображениям совести | Hacksaw Ridge                    | Мел Гибсон                                                 | США · Австралия                  |
| Путь                    | The Journey (2016 film)          | Ник Хэмм                                                   | Великобритания                   |
| Навсегда                | À jamais                         | Бенуа Жако                                                 | Франция · Португалия             |
| Gantz: O                | Gantz: O                         | Ясуси Кавамура                                             | Япония                           |
| Секретный агент         | Miljeong                         | Ким Чжи Ун                                                 | Республика Корея                 |
| Гора                    | Monte                            | Амир Надери                                                | Италия · США · Франция           |
| Томмазо                 | Tommaso                          | Ким Росси Стюарт                                           | Италия                           |
| Сафари                  | Safari                           | Ульрих Зайдль                                              | Австрия · Дания                  |
| Наша война              | La nostra guerra                 | Бруно Кьяраваллоти, Клаудио Ямпалья, Бенедетта Арджентьери | Италия · США                     |
| Аустерлиц               | Austerlitz                       | Сергей Лозница                                             | Германия                         |
| Американский анархист   | American Anarchist               | Чарли Сискел (Charlie Siskel)                              | США                              |
| Атака на небеса         | Assalto al cielo                 | Франческо Мунци                                            | Италия                           |
| Я называл его Морган    | I Called Him Morgan              | Каспер Коллин                                              | Швеция · США                     |
| Молодой Папа            | The Young Pope (1-я и 2-я серии) | Паоло Соррентино                                           | Италия · США · Франция · Испания |
| Планетарий              | Planetarium                      | Ребекка Злотовски                                          | Франция · Бельгия                |

## Киносмотры в саду
| Название                       | Оригинальное название      | Режиссёр               | Страна           | Примечания     |
| ------------------------------ | -------------------------- | ---------------------- | ---------------- | -------------- |
| Неразлучники                   | Inseparables               | Маркос Карневале       | Аргентина        |                |
| Франка: Хаос и Творение        | Franca: Chaos and Creation | Франческо Карроццини   | Италия           | Документальный |
| И проиграли бой                | In Dubious Battle          | Джеймс Франко          | США              |                |
| Сеть                           | Geumul                     | Ким Ки Дук             | Республика Корея |                |
| Лето вплотную                  | L'estate addosso           | Габриеле Муччино       | Италия           |                |
| Тайная жизнь домашних животных | The Secret Life of Pets    | Крис Рено, Ярроу Чейни | США              | Анимация       |
| Робину                         | Robinù                     | Микеле Санторо         | Италия           |                |
| Моё искусство                  | My Art                     | Лори Симмонс           | США              |                |

## Награды

### Основная конкурсная программа
- «Золотой лев»
  - «Женщина, которая ушла», реж. Лав Диас (Филиппины)
- «Серебряный лев» за лучшую режиссуру
  - «Рай», реж. Андрей Кончаловский (Россия, Германия)
  - «Дикая местность», реж. Амат Эскаланте (Дания, Мексика)
- Специальный приз жюри основного конкурса
  - «Под покровом ночи», реж. Том Форд (США)
- Кубок Вольпи за лучшую мужскую роль
  - Оскар Мартинес, «Почётный гражданин» (Аргентина)
- Кубок Вольпи за лучшую женскую роль
  - Эмма Стоун, «Ла-Ла Ленд» (США)
- Премия Марчелло Мастроянни лучшему молодому актёру
  - Паула Бер, «Франц»
- Osella за лучший сценарий
  - Ноа Оппенгейм, «Джеки» (США)
- Специальный приз жюри программы
  - Ана Лили Амирпур, «Плохая партия» (США)

### Программа «Горизонты»
- Главный приз программы «Горизонты»
  - «Отпустите меня», реж. Федерика Ди Джакомо (Франция, Италия)
- Специальный приз жюри программы «Горизонты»
  - «Большой большой мир», реж. Реха Эрдем (Турция)
- Приз за лучшую режиссуру
  - «Дом», реж. Фин Трох (Бельгия)
- Приз за лучшую мужскую роль
  - Нуну Лопеш за роль в фильме «Святой Георгий» (Португалия)
- Приз за лучшую женскую роль
  - Рут Диас за роль в фильме «Терпеливый» (Испания)